# 瑪黛茶
瑪黛茶（西班牙語：mate，西班牙語：[ˈmate]，或作，葡萄牙語：[ˈmatʃi]），又称喜馬紅（葡萄牙語：chimarrão）、巴拉圭茶（英語：Paraguay tea）、阿根廷茶（英語：Argentine tea）、巴西茶（英語：Brazilian tea），是南美洲的一種傳統草本茶。马黛茶是用巴拉圭冬青的乾燥葉子浸泡在水裡後，作成茶飲。主要盛行於阿根廷、烏拉圭、巴拉圭及巴西等南美各地，現在歐美、中東及亞洲各國亦越來越受到關注。

## 概論
巴拉圭冬青是冬青科冬青屬的一種植物，原產於南美洲的亞熱帶地區，被譽為「阿根廷國寶」、「綠色黃金」。將葉片浸泡在熱水中所泡出來的茶湯稱為瑪黛茶。瑪黛茶含綠原酸(Chlorogenic acids)成份，綠原酸能降低膽固醇、緩和糖尿病、胃潰瘍、促進血液循環，還有利尿、提神解勞之功能。

## 歷史

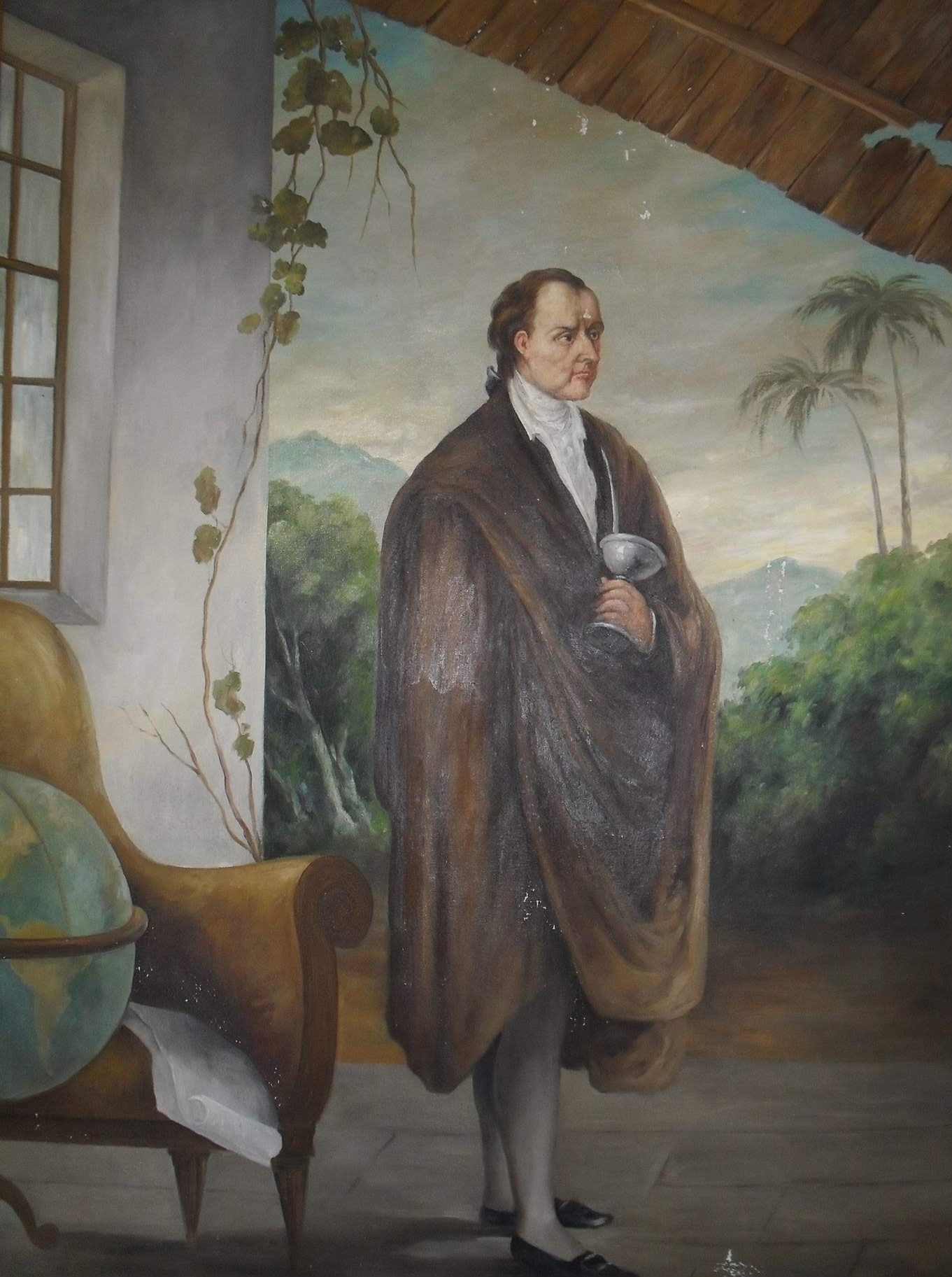
何塞·加斯帕尔·罗德里格斯·德·弗朗西亚（19世紀的巴拉圭統治者）的石版畫，手持瑪黛茶與吸管。

居住在現在的巴拉圭、巴西東南部、阿根廷、玻利維亞、烏拉圭的瓜拉尼人最先飲用瑪黛茶，鄰近地區的圖皮人也把瑪黛茶散播出去。之後在巴西南部和阿根廷東北部的部分地區開始販售， 其學名（巴拉圭冬青， Ilex paraguariensis） 由此而來。16 世紀後期，隨著歐洲人殖民巴拉圭，瑪黛茶的飲用越來越廣泛，在17世紀傳播到拉普拉塔河流域，後來傳到秘魯和智利，瑪黛茶於是成為巴拉圭的主要商品，比菸草、棉花和牛肉等還重要，而原住民被驅使收穫野生瑪黛茶葉。在 17 世紀中葉，耶穌會教士馴化了瑪黛茶，並在阿根廷米西奧內斯省的耶穌會傳教村開闢了種植園，與巴拉圭野生瑪黛茶業者發生激烈競爭。在1770年代，耶穌會教士被驅逐，瑪黛茶種植園也淪為廢墟。巴拉圭獨立後，瑪黛茶產業仍然很重要，但巴拉圭戰爭（1864-1870）對巴拉圭的經濟和人口造成重大破壞，影響瑪黛茶產業甚鉅，主要產地於是轉至巴西。在19世紀末和20世紀初，巴西和阿根廷再次推動馴化，開始了系統性的種植。但巴西在1930年代將注意力轉向咖啡，長期以來一直是主要消費國的阿根廷成為最大的生產國，振興了米西奧內斯省的經濟。目前瑪黛茶的主要生產國分別是阿根廷（產量占56-62%）、巴西（34-36%），以及巴拉圭（5%）。以每人平均消費量而言，最大消費國是烏拉圭，每人每年約飲用 19 公升。

## 對健康的影響
瑪黛茶據稱對人類有廣泛的健康價值，主因被認為是所含的多酚類。研究顯示瑪黛茶可能可以改善過敏症狀。在小鼠實驗發現能減低糖尿病與高血糖風險。瑪黛茶也含有可以抑制食慾的物質，可能有助於控制體重、提振精神與專注力、改善心情、促進睡眠。不過對於咖啡因效果敏感的人，瑪黛茶可能反而會影響睡眠。
2011年之前並沒有關於飲用瑪黛茶治療慢性病的雙盲、隨機前瞻性臨床試驗。之後的研究顯示瑪黛茶有一些可能的健康益處，例如減少脂肪細胞、發炎、膽固醇，不過還需要更多的研究。一些非盲研究發現瑪黛茶可降低脂肪、抗氧化、抗發炎。另一項在兔子的研究認為瑪黛茶可減少兔動脈硬化的惡化，但不會降低血清膽固醇或主動脈的硫巴比妥酸反應物質（thiobarbituric acid-reactive substances，TBARS） 和抗氧化酶。
雖然有研究顯示食道癌與熱飲有關，但並沒有確定的因果關係。一些研究認為熱飲與食道癌的相關性來自於熱液體灼傷（而不是瑪黛茶所含的化學物質）對食道造成的損害；茶和其他通常在高溫下飲用的食物，也被發現類似的關聯。 雖然在 IARC 2A 致癌物清單中，將高溫下飲用瑪黛茶列為“可能對人類致癌”，但瑪黛茶本身並未被列為致癌物。
以冷水或熱水沖泡瑪黛茶商品，發現含有高濃度的多環芳香類碳氫化合物（每公克乾瑪黛茶葉含 8.03 至 53.3 ng） 但是這些物質與以木柴燻製肉類產生的類似，因此可能是來自於乾燥過程焚燒木柴產生的煙霧。市面上也有未經煙燻的瑪黛茶，或是以蒸氣乾燥的瑪黛茶。